# エレディア
エレディア (スペイン語：Heredia / eˈɾeðja)は、コスタリカのエレディア州の州都。
2016年の人口は35万2100人で、国内2位。
首都サンホセの約10km北に位置する。

## 人口
- 2000年6月30日：22万5500人
- 2011年6月30日：33万400人
- 2016年6月30日：35万2100人

## 歴史
元々フエタレス人が暮らしており、スペイン人の侵略時のカシケはガラヴィトだった。
1706年、カルタゴから来た入植者は、彼らがアルヴィリッラと呼ぶ場所に小さな教会を建てた。
1716年～1717年、先住民がクブフキと呼ぶ北の土地に入植者は村を移した。
1736年、小教区が設置された。
1751年、ニカラグア及びコスタリカ司教のPedro Agustín Morel de Santa Cruzが、教会が運営する初めての学校の開校式に訪れた。
この学校は現在は「リセオ・デ・エレディア」として知られる。
1763年、ヴィラに昇格し後にエレディアと改名された。
1796年10月31日、無原罪の御宿り教会の再建が行われた。
1812年5月19日、自治体に昇格した。
1824年、市に昇格した。
1848年、エレディア州の州都になり、7地区が設置された。

## スポーツ

### サッカー
- CSエレディアーノ：本拠地はエラディオ・ロサバル・コルデロ競技場（英語版）。

## 教育
- コスタリカ国立大学（英語版）

## 姉妹都市
- アメリカ合衆国ジョージア州マリエッタ
- アメリカ合衆国ミネソタ州リッチフィールド（英語版）
- イスラエルユダヤ・サマリア地区アリエル

## 気候
| エレディアの気候                                    | エレディアの気候 | エレディアの気候 | エレディアの気候 | エレディアの気候 | エレディアの気候 | エレディアの気候 | エレディアの気候 | エレディアの気候 | エレディアの気候 | エレディアの気候 | エレディアの気候 | エレディアの気候 | エレディアの気候 |
| 月                                                  | 1月              | 2月              | 3月              | 4月              | 5月              | 6月              | 7月              | 8月              | 9月              | 10月             | 11月             | 12月             | 年               |
| --------------------------------------------------- | ---------------- | ---------------- | ---------------- | ---------------- | ---------------- | ---------------- | ---------------- | ---------------- | ---------------- | ---------------- | ---------------- | ---------------- | ---------------- |
| 平均最高気温 °C （°F）                              | 24.3 (75.7)      | 25.1 (77.2)      | 26.4 (79.5)      | 26.7 (80.1)      | 25.8 (78.4)      | 25.1 (77.2)      | 24.8 (76.6)      | 24.8 (76.6)      | 24.9 (76.8)      | 24.7 (76.5)      | 24.4 (75.9)      | 24 (75)          | 25.08 (77.12)    |
| 平均最低気温 °C （°F）                              | 14.6 (58.3)      | 14.6 (58.3)      | 14.6 (58.3)      | 15 (59)          | 15.7 (60.3)      | 15.5 (59.9)      | 15.7 (60.3)      | 15.4 (59.7)      | 15 (59)          | 15.1 (59.2)      | 15.5 (59.9)      | 15.4 (59.7)      | 15.18 (59.33)    |
| 降水量 mm （inch）                                  | 20.4 (0.803)     | 21.7 (0.854)     | 47.8 (1.882)     | 110.1 (4.335)    | 333.1 (13.114)   | 327.8 (12.906)   | 199.5 (7.854)    | 241.6 (9.512)    | 410.8 (16.173)   | 424.6 (16.717)   | 182.4 (7.181)    | 54.5 (2.146)     | 2,374.3 (93.477) |
| 出典：National Meteorologic Institute of Costa Rica |                  |                  |                  |                  |                  |                  |                  |                  |                  |                  |                  |                  |                  |

## 著名人

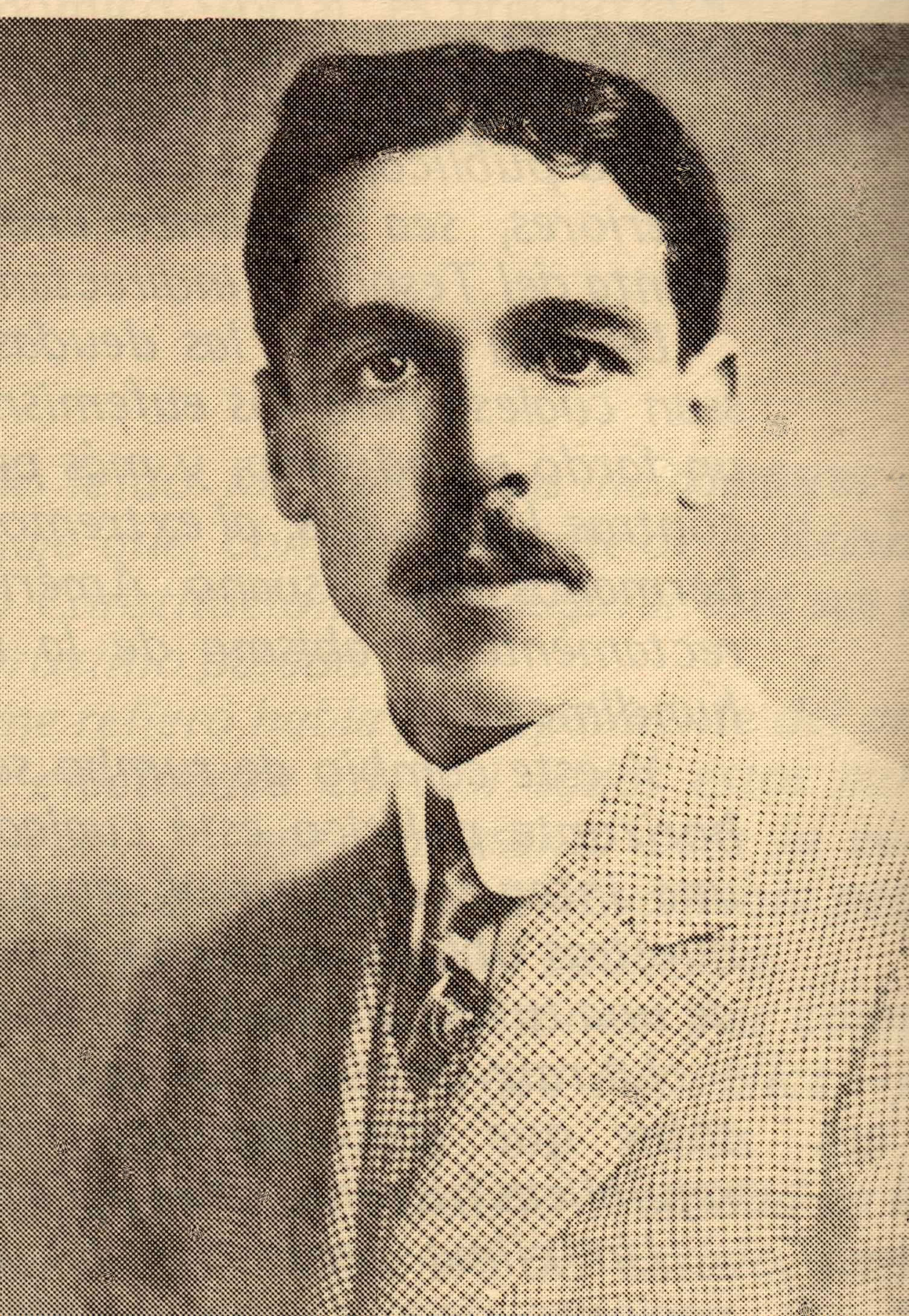
アルフレド・ゴンザレス・フローレス

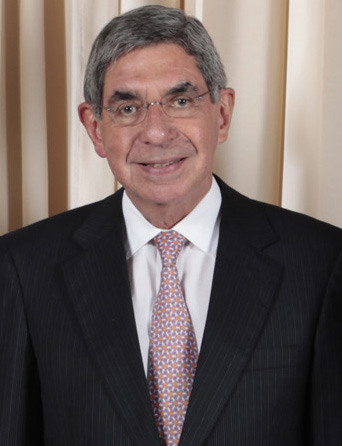
オスカル・アリアス・サンチェス(2009年)

- アルフレド・ゴンザレス・フローレス（英語版）(Alfredo González Flores)：1877年～1962年。大統領(1914年～1917年)。
- オスカル・アリアス・サンチェス(Óscar Rafael de Jesús Arias Sánchez)：1940年～。第43代大統領(1986年～1990年)。ノーベル平和賞受賞(1987年)。第48代大統領(2006年～2010年)。
- パウロ・ワンチョペ(Paulo César Wanchope Watson)：1976年～。元コスタリカ代表サッカー選手。

## 写真

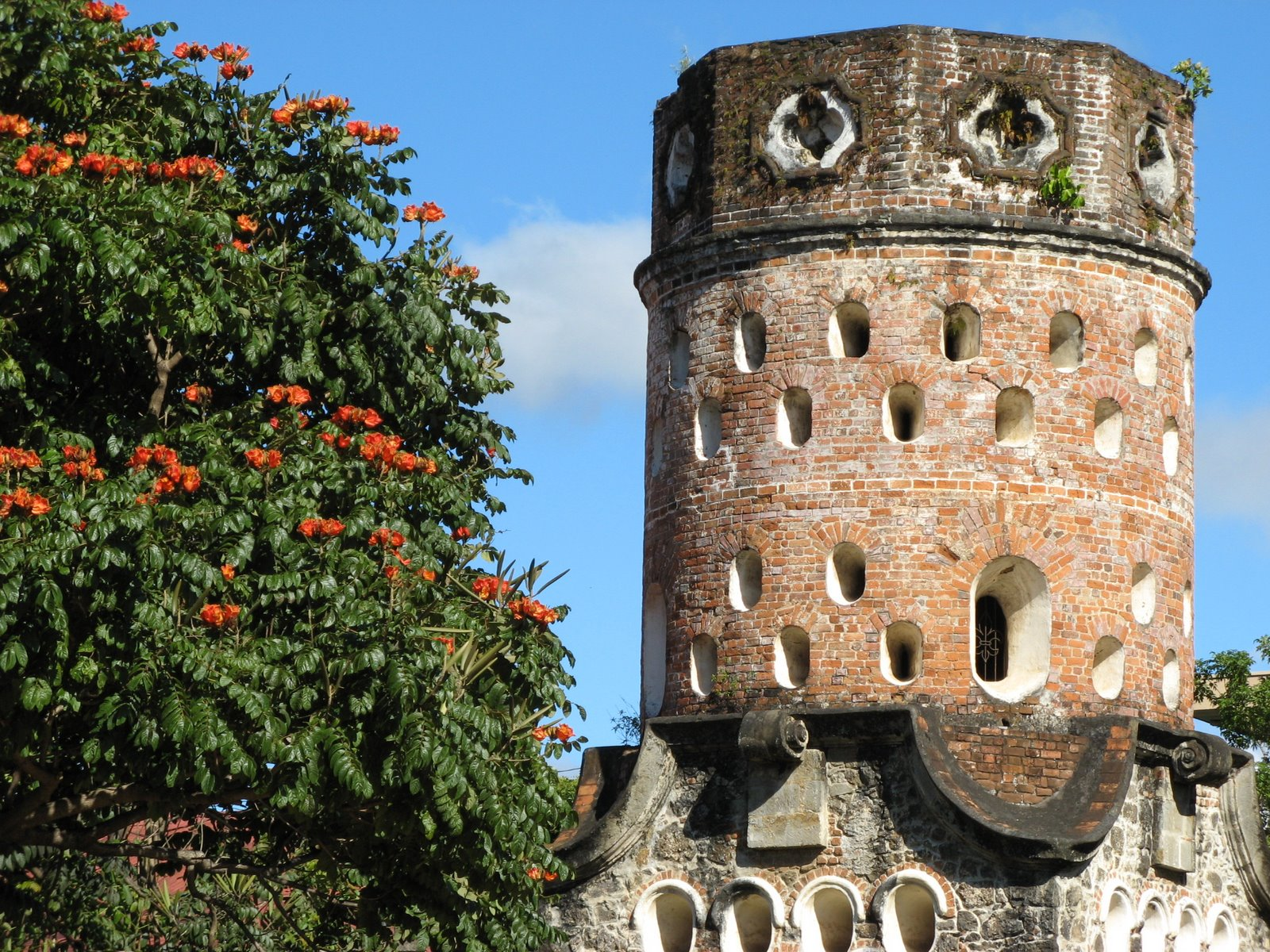
Fortín de Heredia要塞
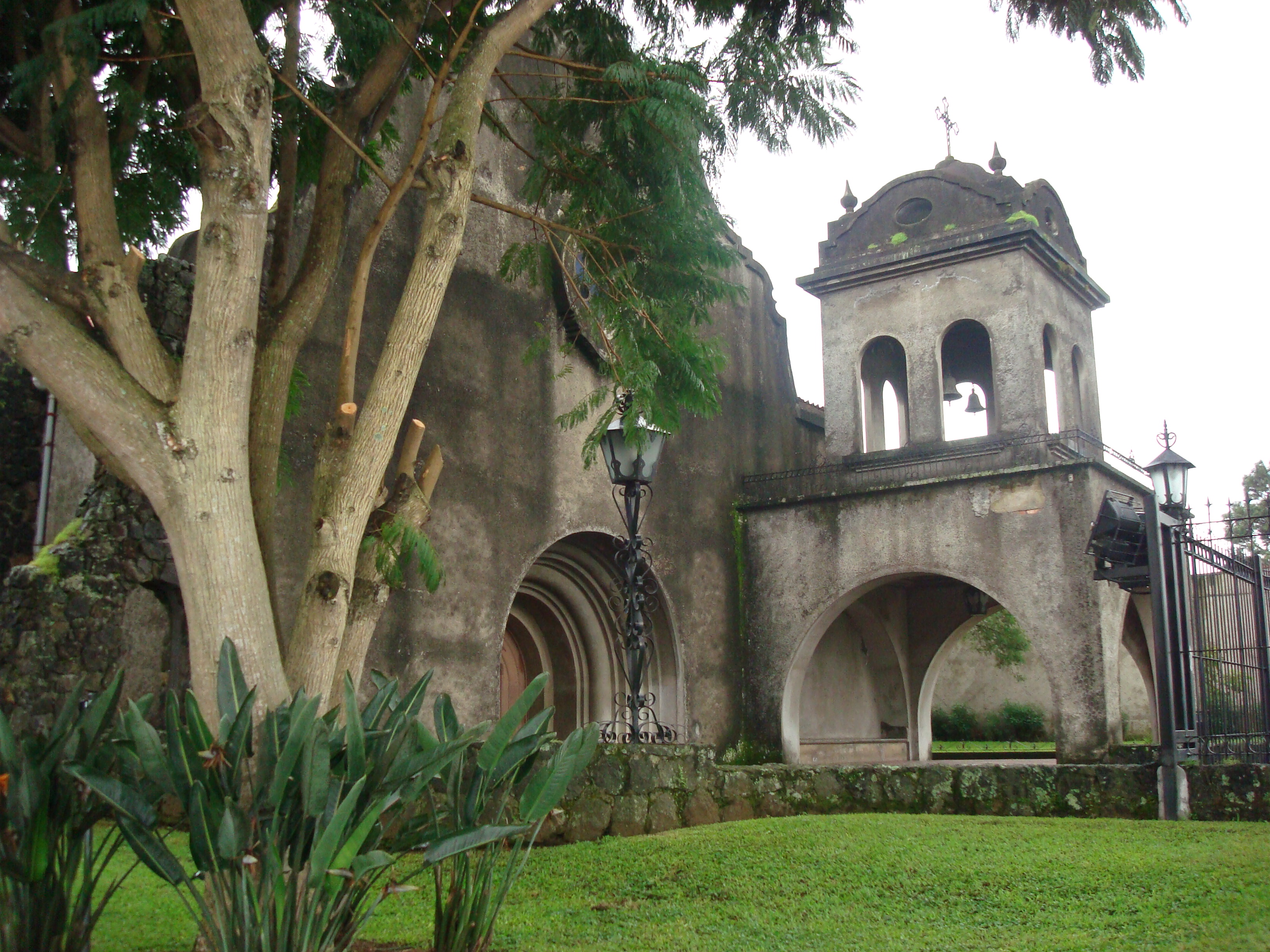
San Francisco教会
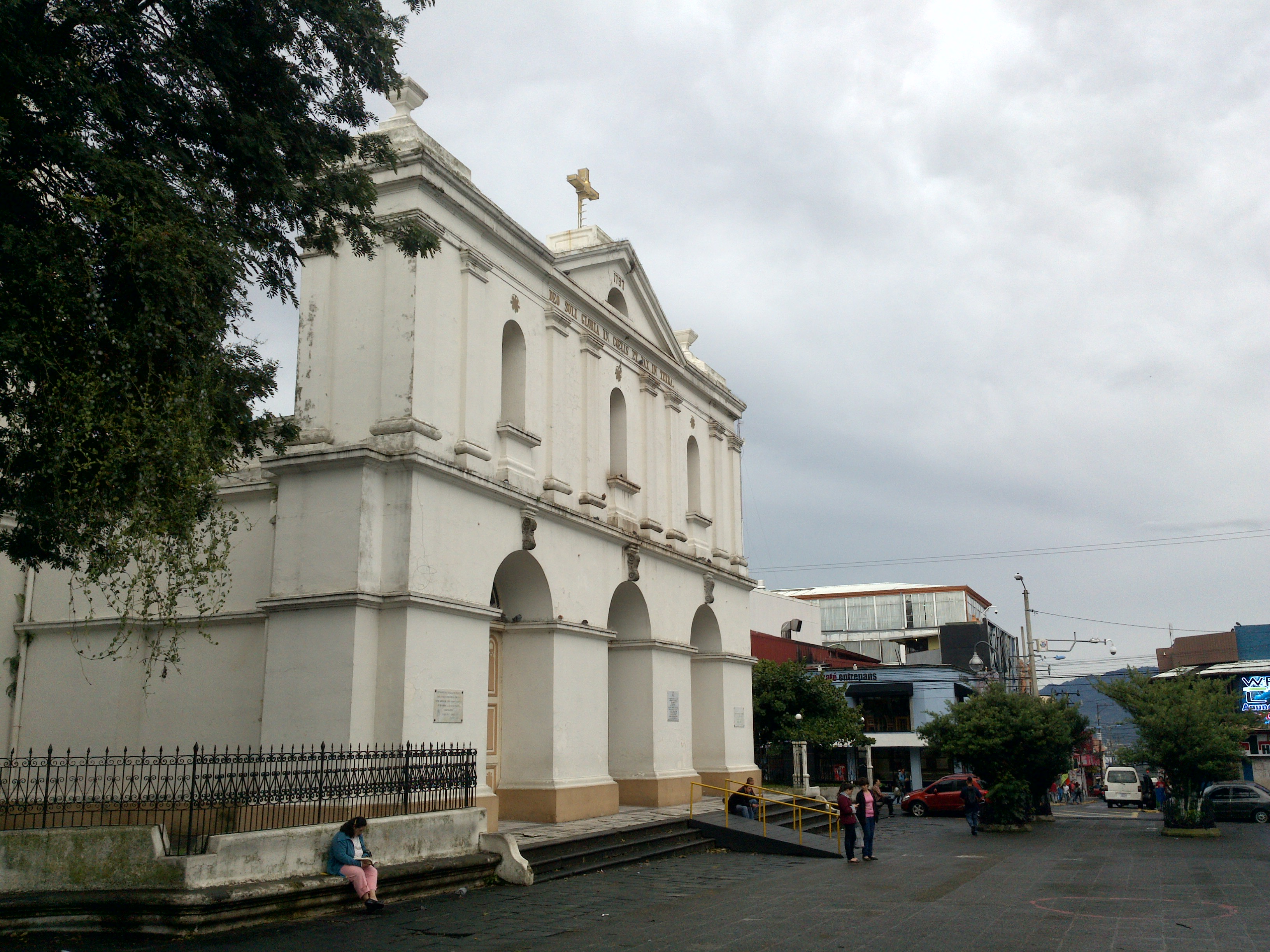
無原罪の御宿り教会
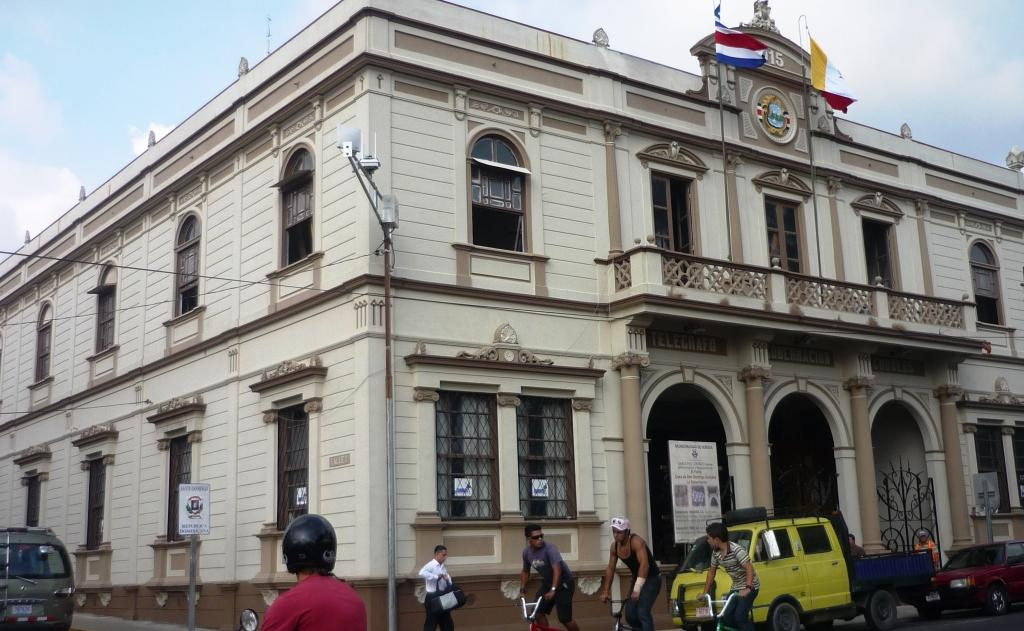
中央郵便局